# Xã Smiley, Quận Pennington, Minnesota
Xã Smiley (tiếng Anh: Smiley Township) là một xã thuộc quận Pennington, tiểu bang Minnesota, Hoa Kỳ. Năm 2010, dân số của xã này là 580 người.